# La cicatriz (película de 2005)
La cicatriz es una película española de 2005, del género policiaco, dirigida por Pablo Llorca y protagonizada por Ludovic Tattevin y Angela Pugh.

## Sinopsis
Años 2000. Jurgen (Ludovic Tattevin) está viendo con su mujer y sus hijos la televisión. En ella sale un antiguo espía de la URSS que ha publicado un libro revelando el nombre de sus antiguos compañeros. Jurgen lo compra y comprueba que él está incluido en la lista. Al hacerlo recuerda su propio pasado con Mary (Angela Pugh), una mujer que trabajaba en empresas importantes para la Alemania Occidental en plena guerra fría, con la que se casó y a la que ordenó robar informes, alegando que él era un pacifista y no un agente de la KGB.

## Comentario
Hablada en inglés, filmada en cámara digital, rodada en Alemania, con muy bajo presupuesto y una distribución muy limitada. Pero obtuvo un cierto reconocimiento de la crítica, que saludó su aire internacional así como su discurso sobre seres humanos que se vampirizan entre sí (Carlos Losilla, 2005), dejando cicatrices abiertas sobre las cuales se vertebra tanto una vida afectiva como un orden internacional sustentados sobre la base de una dolorosa traición. 
Con una excusa argumental mínima y bajo el formato genérico del cine de espías, Pablo Llorca inyecta a la historia un cierto aire costumbrista, optando por un estilo elíptico que en ocasiones plantea dudas sobre la veracidad de las imágenes proyectadas -cf. la escena en la que Jurgen reconoce en unos diapositivas los lugares donde transcurrió su infancia-, construyendo encuadres concisos que pretenden informar sobre lo que ocurre en pantalla al espectador, a veces más sugiriendo que mostrando explícitamente. 
Por todo ello críticos como Carlos Losilla, Mirito Torreiro o Fernando Méndez Leite consideran a La cicatriz una cinta minimalista, ajena a modas y modismos, insólita en el panorama del cine español y a la que sólo reprochan un final previsible, pero aun así creíble.

## Premios
Premios Sant Jordi
- 2005- Candidata al premio de Mejor película española.

Festival de Málaga
- 2005-ZONA-CINE: Mejor película, Mejor guion.